# Lycaeides yagina
Lycaeides yagina är en fjärilsart som beskrevs av Embrik Strand 1922. Lycaeides yagina ingår i släktet Lycaeides och familjen juvelvingar. Inga underarter finns listade i Catalogue of Life.